# Ruderal

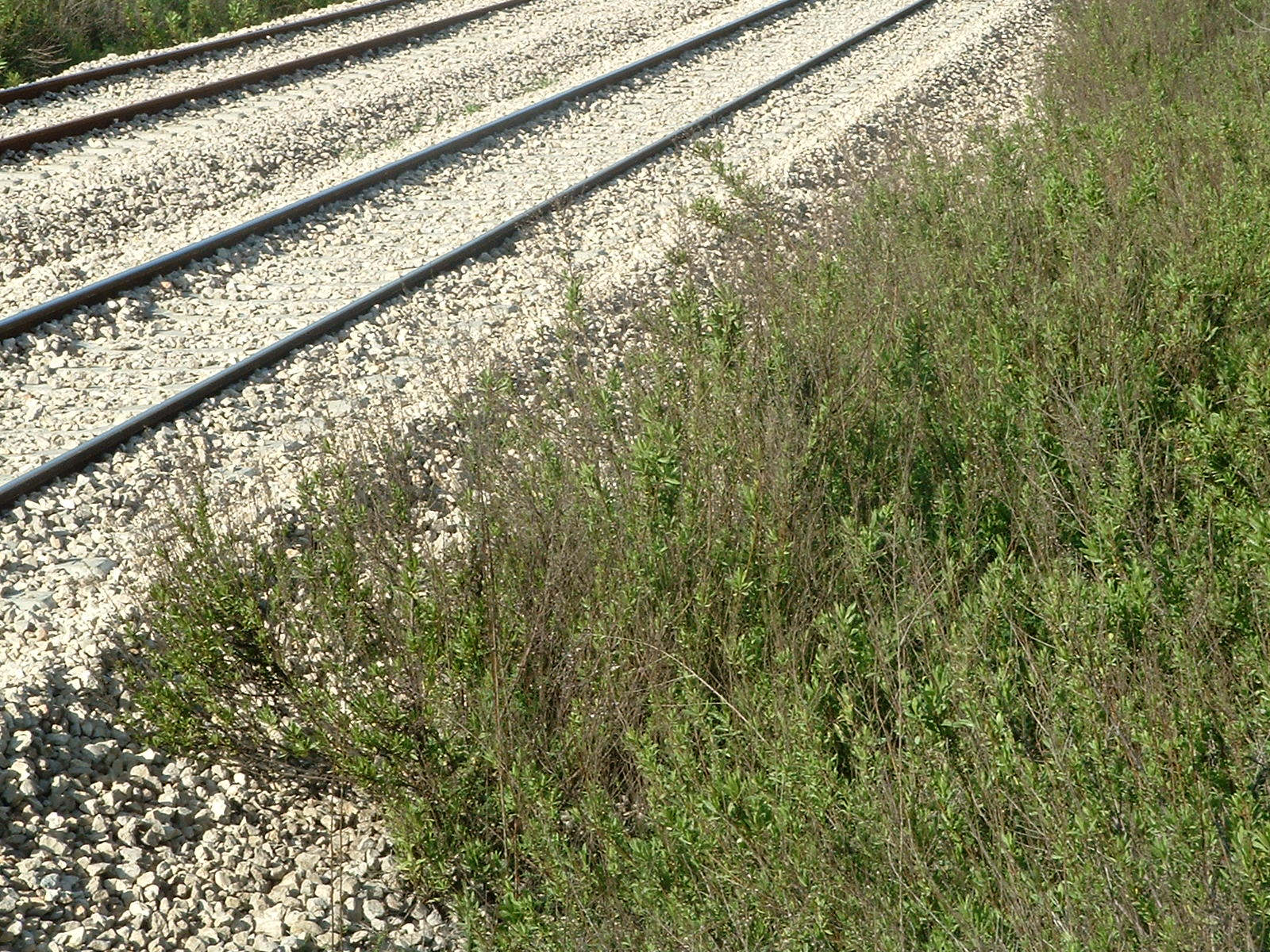
Comunitat ruderal d'una sola espècie: olivardes (Dittrichia viscosa) creixent entre la grava al costat de la via de tren a Pétah Tiqvà-Segula, Israel.

Ruderal o flora ruderal és el terme que s'aplica en el marc de l'ecologia a les espècies de plantes que són les primeres a colonitzar terrenys alterats o degradats. L'alteració pot ser natural, com la causada per incendis o riades, o deguda a l'acció humana, com la construcció d'autopistes, la mineria i l'abocament de materials de construcció, i abocadors de deixalles i escombraries. Altres alteracions es poden deure a la creació d'erms industrials i urbans, com l'abandonament d'estacions de tren o canals d'irrigació, o la demolició i abandonament de construccions o estructures d'ús previ.

## Terreny ruderal
La paraula «ruderal» prové del llatí rudus ('tros', 'grumoll', 'fragment'), i es va originar en referència al terreny, concretament a les concentracions de trossos de pedra, guix, runes, maons i sorra amb ciment de les ruïnes. Les espècies de plantes classificades ecològicament com a flora ruderal comprenen les que creixen en zones qualificades com a «terreny ruderal».
Aquestes es diferencien de les espècies arvenses que es troben o viuen en els camps de conreu, i també de les espècies segetals, que es troben més específicament en els camps de cereals, entre les messes. Els tipus de plantes arvenses i segetals que envaeix les zones agrícoles abandonades, és a dir les plantes no conreades que es troben després de l'abandonament d'horts, camps i jardins, han estat classificades en el camp de l'ecologia de manera general com a «flora segetal».

## Procés

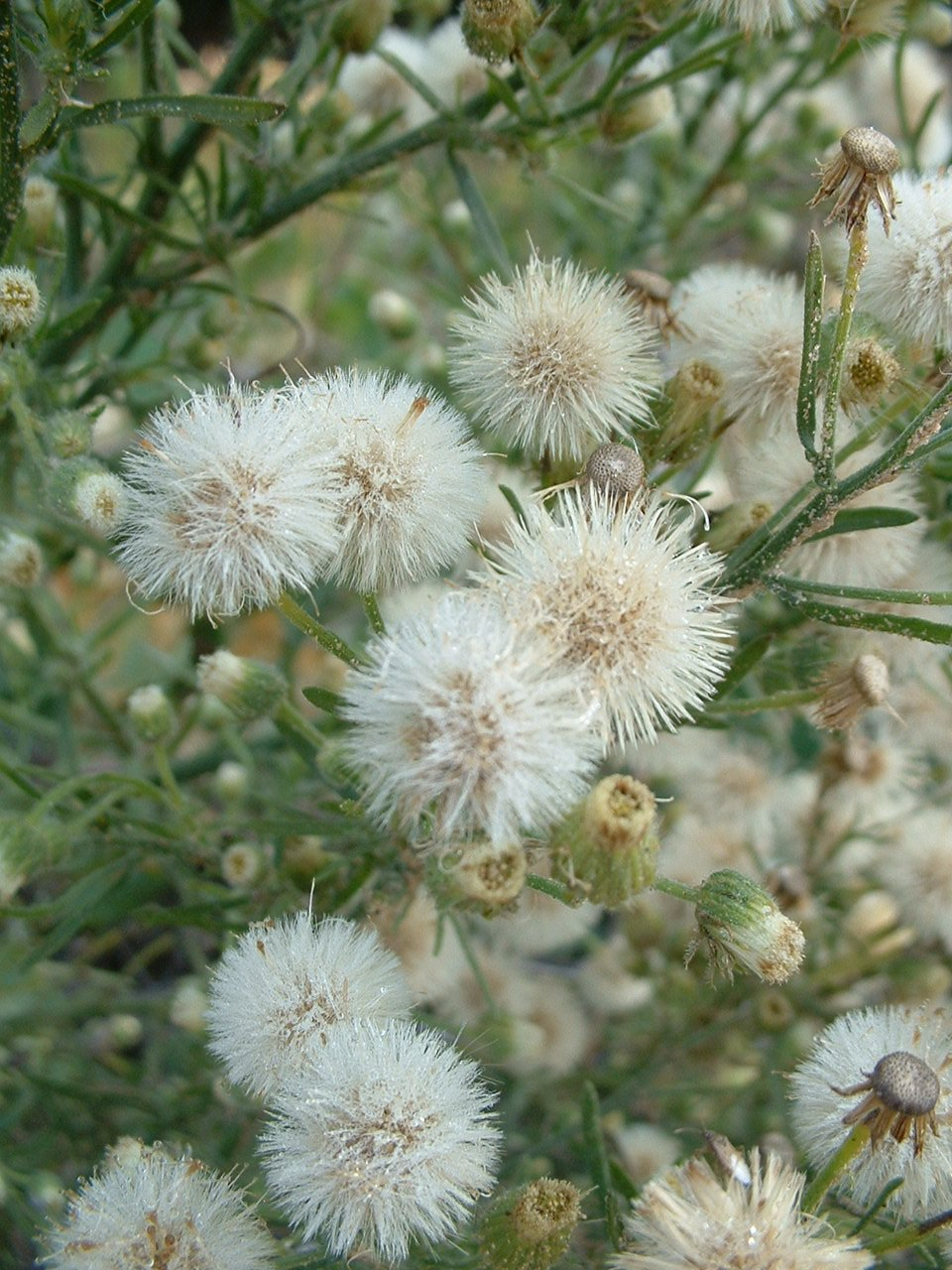
Les plantes ruderals produeixen llavors de forma massiva: papus de Conyza bonariensis.

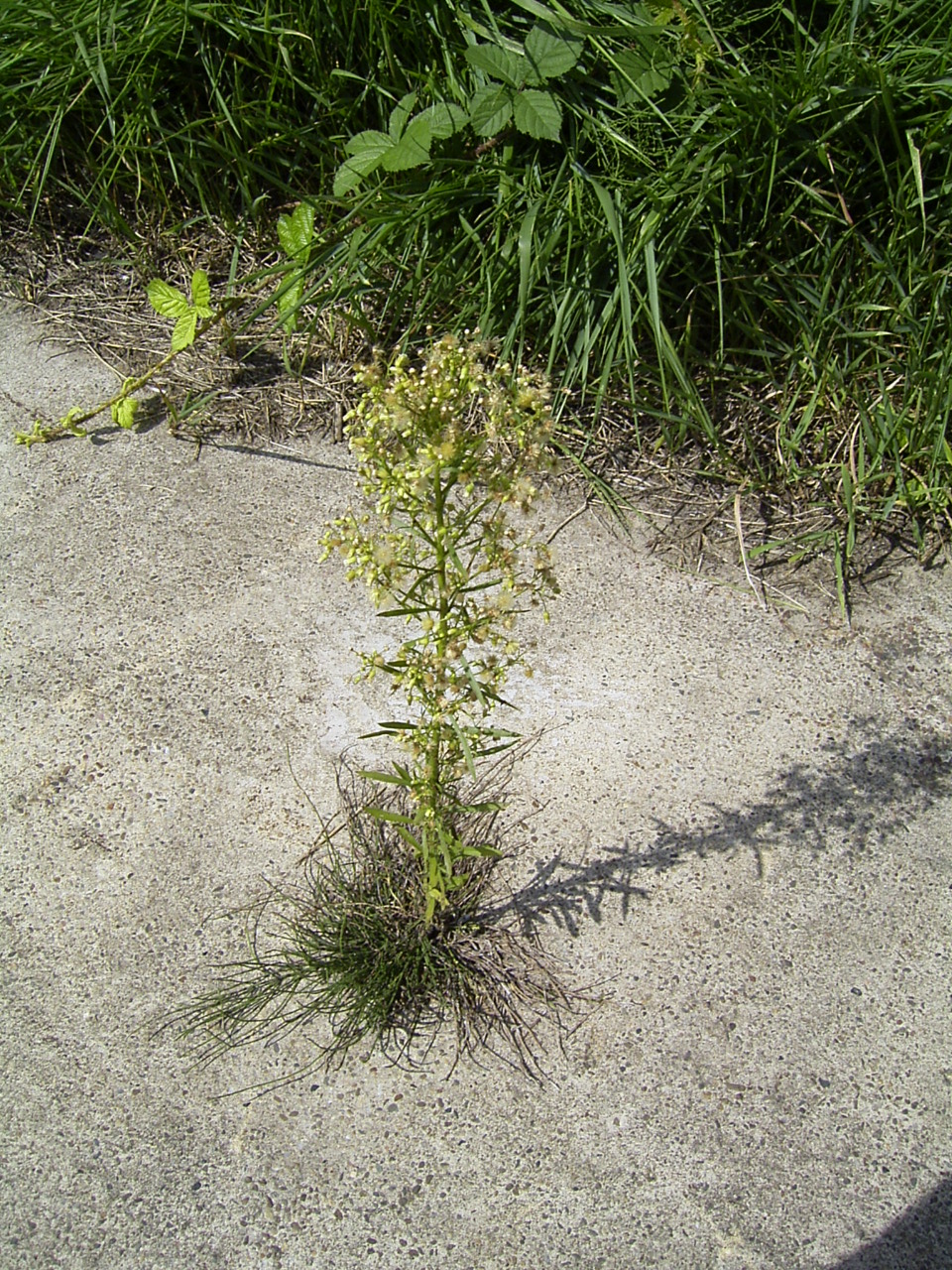
Conyza canadensis creixent al bell mig d'una capa d'asfalt; les plantes ruderals són d'una tenacitat extraordinària.

Les espècies ruderals s'estableixen en comunitats de molts individus. Generalment dominen la zona alterada o contaminada durant períodes llargs, potser uns quants anys. A continuació van deixant pas a altres espècies gradualment, perdent la competició quan la qualitat ecològica del sòl augmenta.
Tanmateix hi ha casos de degradació tan severa, com per exemple quan la capa de sòl fèrtil està coberta o pol·luïda amb una substància estranya, que pot fer que una espècie ruderal s'estableixi de forma permanent. Això passa sovint quan el terreny es troba cobert de grava o de certs productes químics.
Es pot produir també el cas que una certa planta ruderal invasora sigui massa dominant i que tingui un avantatge competitiu molt gran sobre les espècies autòctones. En aquests casos és molt possible que aquesta planta no permeti que les espècies del biòtop natural de la regió tornin a ocupar la zona que s'havia trobat en estat de degradació, ans que s'hagi ja format una capa de sòl fèrtil.

## Característiques

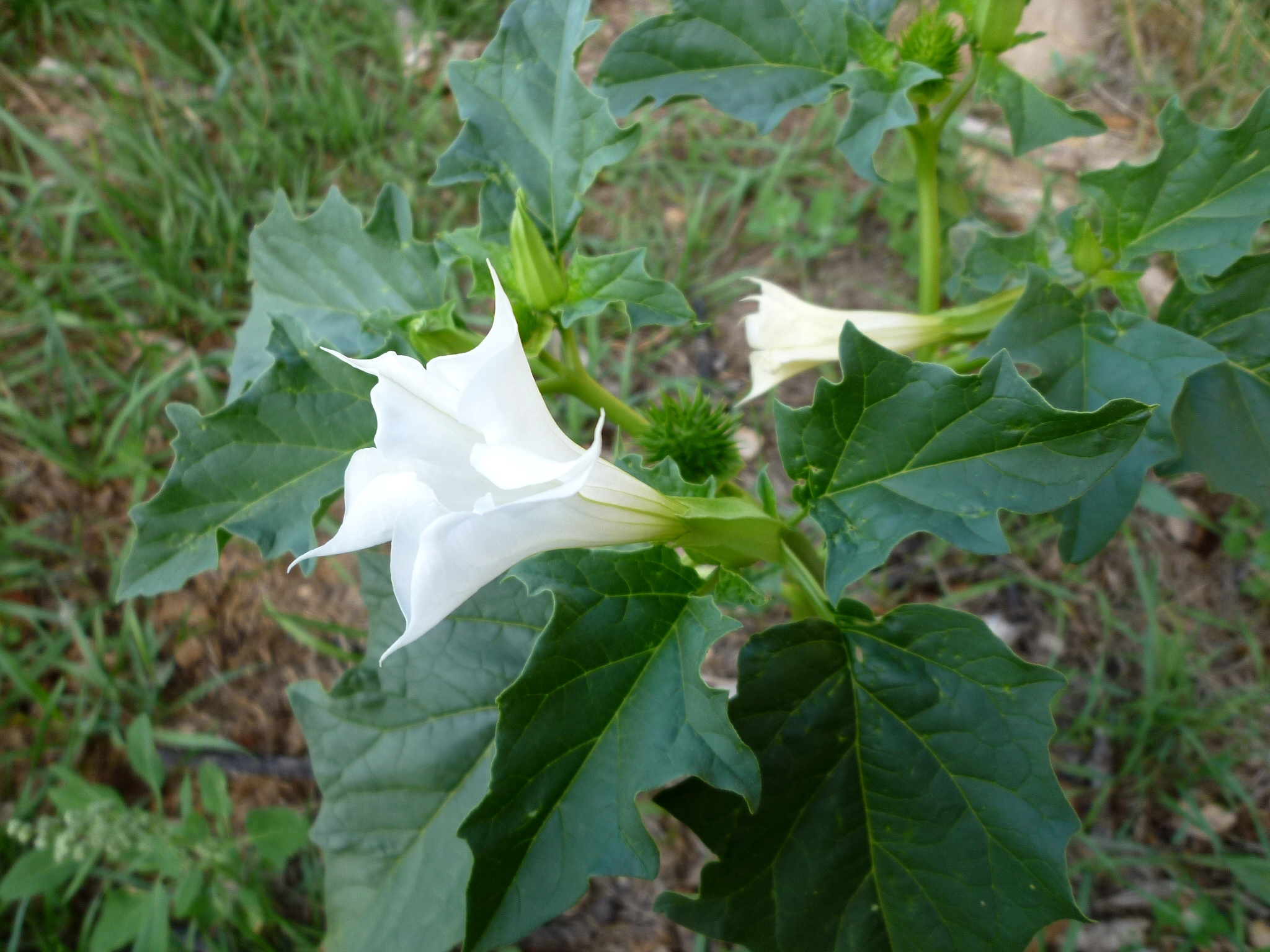
El tòxic estramoni Datura stramonium envaeix l'entorn de l'abandonada masia Torre de la Corriu (Guixers - Solsonès).

Generalment les plantes ruderals són resistents, robustes i poc exigents. Les característiques que contribueixen a l'èxit d'una espècie com a planta ruderal són normalment les següents: 
- Producció massiva de llavors
- Pocs requisits a l'hora de germinar.
- Poques exigències quant a la composició del terreny i presència o absència d'elements nutritius.
- Arrels de creixement ràpid.
- No dependre de micorrizes